# 鲁岑哈姆
鲁岑哈姆是奥地利上奥地利州弗克拉布鲁克县的一个市镇。总面积4.8平方公里，总人口238人，人口密度49.6人/平方公里（2005年）。